# SS-Bewerber
SS-Bewerber (SS-B; SS-Bew.) oder auch SS-Staffel-Bewerber war die Sammelbezeichnung für Kandidaten, die sich um Aufnahme in die Allgemeine SS oder in die bewaffneten SS-Verbände, namentlich der SS-Verfügungstruppe (SS-Staffel-Bewerber der SS-VT) und den SS-Totenkopfverbänden (SS-Staffel-Bewerber der SS-TV) beworben hatten.
Im Gegensatz zu den SS-Anwärtern, die die nächste Rangstufe der SS darstellten und die bereits ab 1938 über einen vorläufigen und ab dem 1. Januar 1939 über einen endgültigen SS-Ausweis verfügten, waren Bewerber keine Angehörigen der Schutzstaffel.
Da die Anwerbung von SS-Bewerbern seit dem 9. November 1936 den regionalen SS-Führern in den Oberabschnitten oblag, herrschten bezüglich des Begriffes „SS-Bewerber“ unterschiedliche Definitionen, sodass der Chef des SS-Hauptamtes sich am 14. Januar 1939 genötigt sah, diesen Begriff wie folgt festzulegen:

„SS-Bewerber sind Männer, die sich um die Aufnahme in die Schutzstaffel beworben haben und die bei der SS-Annahmeuntersuchung sowohl SS-tauglich als auch SS-geeignet befunden wurden, über deren Aufnahme aber noch nicht entschieden ist.“

Diese Definition galt rückwirkend zum 1. Januar 1939. Als SS-Bewerber galt nun, wer seinen Annahme- und Verpflichtungsschein abgegeben und die „rassische Musterung“ erfolgreich durchlaufen hatte.
Der Bewerber war zudem berechtigt, als Mitglied eines Bewerberzuges am regulären SS-Dienst teilzunehmen und die Uniform der SS zu tragen, jedoch ohne Seitenwaffe („SS-Dolch“) und Kragenspiegel.
War es vor 1939 zwingend vorgesehen, dass SS-Bewerber Parteimitglieder der NSDAP waren, wurde diese Regelung in Bezug auf die Verfügungstruppe gelockert.
In der aus SS-Verfügungstruppe, Junkerschulen und SS-Totenkopfverbänden entstandenen Waffen-SS wurde 1941 anstelle des bisherigen Parteidienstgrades „Bewerber“ der militärische Rang Schütze eingeführt.

## Aufnahmekriterien

### 1925–1932
Ab September 1925 wurden gemäß „Rundschreiben Nr. 1“ Bewerber im Alter von 23 bis 35 Jahren in die neu zu formierende Schutzstaffel aufgenommen. Sie mussten zwei Bürgen nennen können, fünf Jahre an einem Ort polizeilich gemeldet, zudem gesund und kräftig gebaut sein.
Die wichtigste Voraussetzung für eine erfolgreiche Bewerbung war der kleine Ariernachweis, in dem der Antragsteller seine lückenlose arische, d. h. vor allem nichtjüdische Abstammung bis zu seinen Großeltern (für Mannschaftsdienstgrade und Unterführer) nachweisen musste. Für Führer oder Führeranwärter wurde der große Ariernachweis verlangt, der bis zum Jahr 1750 zurückreichen musste.
Für die Aufnahme von SS-Bewerbern in die Schutzstaffel waren die vom damaligen SS-Hauptsturmführer Bruno K. Schultz ausgearbeiteten Werteskala für die Rassenkommission des Rasse- und Siedlungshauptamt (RuSHA), vor der die SS-Bewerber zur Aufnahmeprüfung zu erscheinen hatten, zwingende Voraussetzung. Die Werteskala enthielt drei Gruppen:
- rassisches Erscheinungsbild des Bewerbers
- körperliche Kondition
- allgemeine Haltung

Zudem unterschied die sogenannte Rassentabelle fünf Gruppen:
- rein nordische Gruppe
- vorherrschend nordische oder fälische Gruppe
- Gruppe der aus eins und zwei harmonisch gemischten Menschen mit leichten alpinen, dinarischen oder mittelmeerischen Zusätzen
- Gruppe der Mischlinge ostischen oder alpinen Ursprungs
- Gruppe der Mischlinge außereuropäischer Herkunft

SS-würdig waren nur Bewerber, welche die Kriterien der ersten drei Gruppen erfüllten. Darüber hinaus forderte der „Rassenexperte“ Bruno K. Schultz in einem Neun-Punkte-System vom designierten SS-Mann einen wohlproportionierten Körperbau. Hier waren nur die ersten vier Noten („ideale Statur“, „ausgezeichnet“, „sehr gut“ und „gut“ …) aufnahmerelevant. Bewerber mit den niedrigsten drei Noten fielen in der Regel durch.
Neben der „rassischen Eingliederung“ der Kandidaten in eine der fünf Gruppen mussten diese auch einen sportlich-durchtrainierten Körperbau und eine vorgeschriebene Mindestgröße haben. Das betraf nur Personen, die nach 1933 der SS beitreten wollten. Alte Kämpfer der SS waren an diese Mindestgrößen nicht gebunden.
Nach förmlicher Feststellung der Eignung durch die Rassenkommission musste sich der Bewerber Prüfungen und Bewährungen unterziehen. Dabei orientierten sich die einzelnen Stationen nach dem NS-Festtagskalender.

### 1932–1939
1932 änderten sich die Aufnahmekriterien der SS und richteten sich nunmehr nach dem Bedarf: Es durften nur noch Kandidaten aufgenommen werden, die nicht das Höchstalter von 30 Jahren erreicht hatten und die eine Mindestgröße von 1,70 m aufweisen konnten.
Mit dem Aufbau der SS-Verfügungstruppe (und den SS-Totenkopfverbänden), die ab 1933 erfolgte, wurde dort das Höchstalter auf 23 Jahre und die Mindestgröße auf 1,74 m festgelegt. Wer Angehöriger der Leibstandarte Adolf Hitler werden wollte, musste zunächst eine Mindestgröße von 1,78 m aufweisen können.
Im Zuge des Zweiten Weltkrieges wurden noch 1939 die Aufnahmekriterien dahingehend geändert, dass für das vollendete 17. Lebensjahr 1,68 m, für das 18. Lebensjahr 1,69 m, für das 19. Lebensjahr 1,70 m, für das 20. Lebensjahr 1,71 m und für das 21. Lebensjahr 1,72 m erfüllt sein mussten.